# Samuel Rutherford Crockett

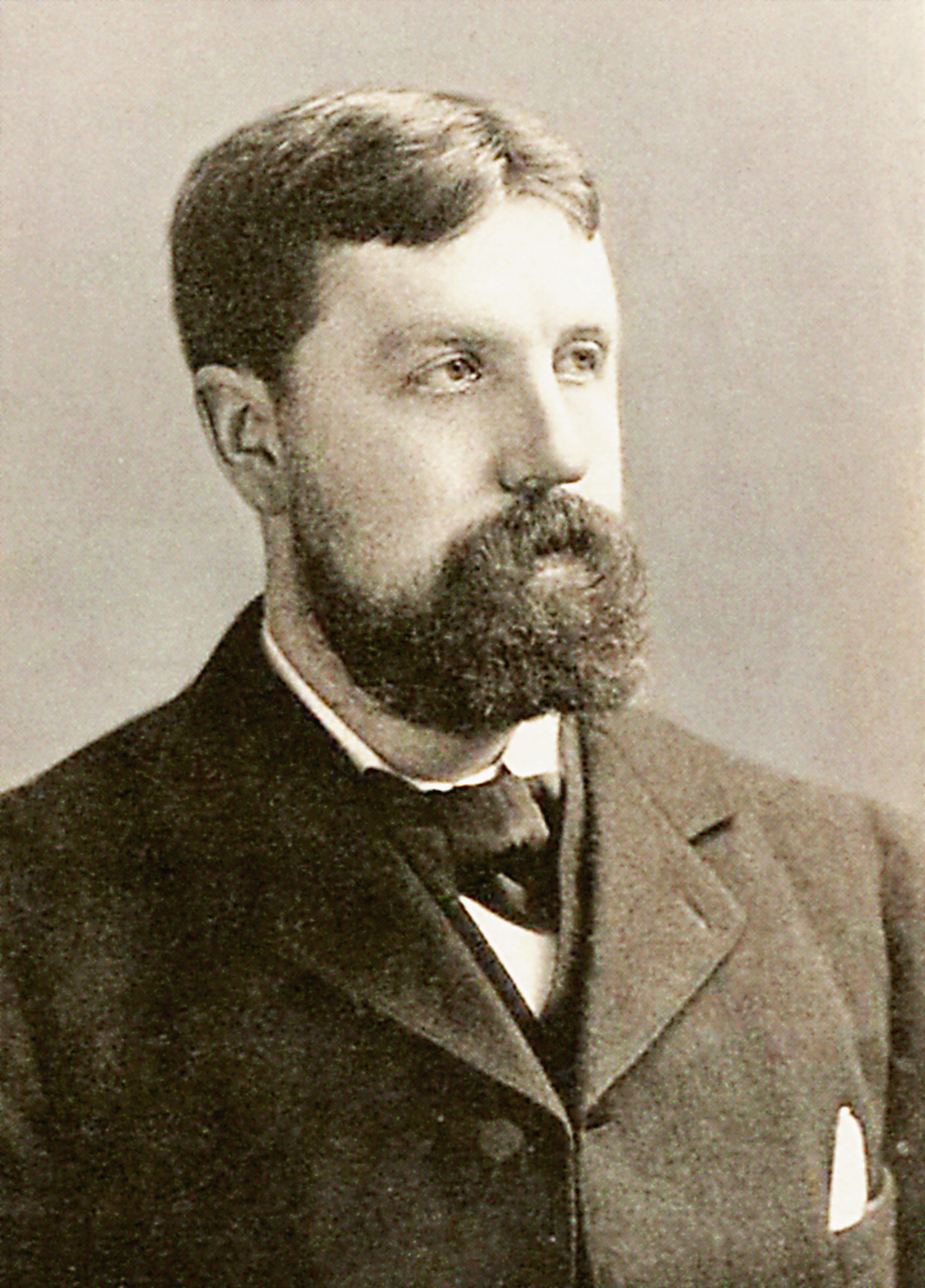
Samuel Rutherford Crockett (1898)

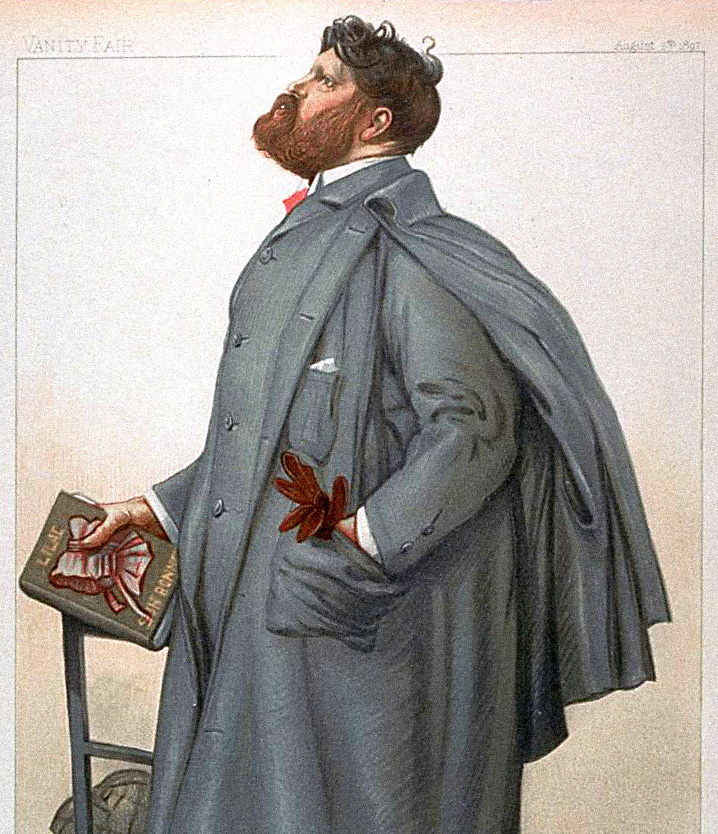
Karikatur von Samuel Rutherford Crockett im Magazin Vanity Fair (5. August 1897)

Samuel Rutherford Crockett (* 24. September 1859 in Little Duchrae, Kirkcudbright, Schottland; † 16. April 1914 in Tarascon, Frankreich) war ein schottischer Schriftsteller.

## Leben
Nach dem Schulbesuch studierte er an der University of Edinburgh sowie dem New College in Edinburgh und war danach als Journalist und Tutor tätig. Später wurde er Geistlicher der Free Church of Scotland und verfasste als solcher sarkastische Sketche, von denen er 24 in der Sammlung The Stickit Minister (1893) veröffentlichte, die ihm Ruhm einbrachte.
1894 erfolgte in rascher Zeitfolge die Veröffentlichung von The Raiders, The Lilac Sunbonnet (eine scheinbar unschuldige Liebesgeschichte, die einige religiöse Sekten verspottete) sowie zwei Novellen. Wegen des Erfolgs gab er 1895 seine Tätigkeit als Geistlicher auf, um sich anschließend ganz der Schriftstellerei zu widmen. In der Folgezeit schrieb er Geschichten über die Covenanters und das mittelalterliche Schottland, europäische mittelalterliche Romanzen und (oftmals aufsehenerregende) Geschichten über den Bergbau, Industrialisierung und die Armenviertel von Edinburgh.
Seine posthumen Arbeiten umfassten ein Buch mit Detektivgeschichten sowie einen religiös geprägten Science-Fiction-Roman. Zu seinen weiteren Veröffentlichungen gehören:
- The Men of the Moss Hags (1895)
- Sweetheart Travellers (1895)
- Cleg Kelly and The Grey Man (1896)
- The Surprising Adventures of Sir Toady Lion (1897)
- The Red Axe (1898)
- The Black Douglas (1899)
- Kit Kennedy (1899)
- Joan of the Sword Hand (1900)
- Little Anna Mark (1900)
- Flower o' the Corn (1902)
- Red Cap Tales (1904)
- Silver Sand (1914)